# 수로바스역
수로바스역(Surovas)은 스위스 그라우뷘덴주의 폰트레시나 시정촌에 있는 기차역이다. 이 역은 래티셰 철도의 베르니나선에 위치해 있다.
역에는 2개의 관통 트랙과 역 건물이 있는 2개의 플랫폼이 있다.

## 운행편
다음 서비스는 수로바스에서 정차한다.
- 레기오 : 생모리츠와 티라노 사이를 매시간 운행한다.